# 29446 Gouguenheim
29446 Gouguenheim è un asteroide della fascia principale. Scoperto nel 1997, presenta un'orbita caratterizzata da un semiasse maggiore pari a 2,3126976 UA e da un'eccentricità di 0,1547817, inclinata di 3,40475° rispetto all'eclittica.